# Grums IK
Der Grums IK ist ein schwedischer Eishockey- und Fußballverein aus Grums, der 1920 gegründet wurde. 1944 wurde die Eishockeyabteilung gegründet, die in den 1950er und 1960er Jahren an der höchsten Spielklasse Schwedens, der damaligen 1. Division, teilnahm.

## Geschichte
Der Grums IK wurde 1920 als Fußballverein gegründet, dessen erste Mannschaft bis in die dritthöchste Spielklasse aufstieg. 1944 kam nach der Gründung des regionalen Eishockeyverbands von Värmland die Eishockeyabteilung hinzu. Mit dem Vereinsvorstand Gösta Åkander, der unter anderem den Bau eines Eisstadions initiierte, konnte die erste Mannschaft erste Erfolge erreichen. Später wurde Lasse Lindström vom AIK Stockholm verpflichtet, der das Team bis in die 1. Division führte. Zudem gewannen die Junioren des Vereins 1955 die schwedische Junioren-Meisterschaft im Eishockey.
1956 wurde eine Kunsteisbahn in Grums eröffnet, die zu diesem Zeitpunkt das sechste derartige Bauwerk in Schweden war. Die Eishockeymannschaft des Grums IK hielt sich über elf Jahre in der höchsten Spielklasse Schwedens, wobei in der Saison 1958/59 mit dem Einzug in die Finalrunde (SM-Sluspel) und dem Erreichen des dritten Platzes in der Meisterschaft der größte Erfolg der Vereinsgeschichte erreicht wurde.
1965 stieg der Grums IK aus der 1. in die 2. Division ab und verblieb in dieser Spielklasse. 1970 wurde die Eisbahn mit Zeltkonstruktion überdacht und wird seither als Billerudshallen bezeichnet. Die Zuschauerkapazität der Eishalle beträgt 1750 Zuschauer.
1975 wurde die Elitserien als neue erste Spielklasse eingeführt, so dass der Grums IK in der Folge an der nun zweitklassigen 1. Division teilnahm. 1979 stieg der Verein in die dritte Spielklasse ab, ehe 1985 der Wiederaufstieg gelang. Am Ende der Saison 1999/2000 stieg der Grums IK aus der Allsvenskan in die nun drittklassige 1. Division ab. 2007 folgte ein weiterer Abstieg in die viertklassige 2. Division.
Heute betreibt der Verein vor allem Nachwuchsarbeit, die erste Eishockeymannschaft spielt zwischen 2017 und 2021 in der nun Hockeyettan genannten dritten Ligenstufe, während die erste Fußballmannschaft in der 4. Division antritt.

## Bekannte ehemalige Spieler
Eishockey
| - Evert Lindström - Emil Mészáros - Thomas Steen - Juha Widing - Dan Labraaten - Willy Lindström | - Ove Karlsson - Peter Berndtsson - Jan Ingman - Peter Hagström - Malte Steen | - Pär Bäcker - Niclas Andersén - Csaba Kovács - Anders Myrvold - Leif Carlsson |

Fußball
- Bastian Rojas Diaz